# Charlie Weber
Charles Alan "Charlie" Weber, Jr. (20 de septiembre de 1978, Jefferson City, Misuri) es un actor y exmodelo estadounidense. Es más conocido por interpretar a Frank Delfino en la serie televisiva How to Get Away with Murder.

## Biografía
Weber nació y fue criado en Jefferson City, Misuri. Abandonó la universidad después de un año de estudio y se trasladó a la ciudad de Nueva York cuando tenía 19 años. Como modelo, Weber apareció en el catálogo de Navidad de Abercrombie & Fitch en 1998.

### Carrera
Weber hizo su debut en la pantalla en la película The Broken Hearts Club: A Romantic Comedy, en el año 2000. Más tarde, fue elegido para el papel recurrente de Ben en la serie de televisión Buffy the Vampire Slayer. También ha aparecido como estrella invitada en The Drew Carey Show, Charmed, Veronica Mars, House M. D., Burn Notice, Bones, Warehouse 13 y CSI: Crime Scene Investigation.
De 2003 a 2004, Weber tuvo papeles en películas como Gacy, The Kiss y Cruel Intentions 3 y tuvo un papel recurrente en Everwood. En 2010 coprotagonizó la película Vampires Suck. De 2012 a 2013 apareció en la serie de MTV Underemployed y más tarde tuvo un papel recurrente en la quinta temporada de la serie de The CW 90210.
En 2014, Weber fue elegido para interpretar a Frank Delfino en How to Get Away with Murder, producida por Shonda Rhimes para la ABC.

## Filmografía
| Cine        | Cine                                      | Cine                      | Cine              |
| Año         | Película                                  | Rol                       | Notas             |
| ----------- | ----------------------------------------- | ------------------------- | ----------------- |
| 2000        | The Broken Hearts Club: A Romantic Comedy | Newbie                    |                   |
| 2000        | Warmth                                    | Love Interest of Waitress | Cortometraje      |
| 2002        | Dead Above Ground                         | Dillon Johnson            |                   |
| 2003        | Gacy                                      | Tom Kovacs                | Directo a vídeo   |
| 2003        | The Kiss                                  | Zig                       | Directo a vídeo   |
| 2004        | Cruel Intentions 3                        | Brett Patterson           | Directo a vídeo   |
| 2010        | Vampires Suck                             | Jack                      |                   |
| 2020        | After: en mil pedazos                     | Cristian Vance            |                   |
| 2023        | As They Made Us                           | Peter                     |                   |
| 2024        | The Painter                               | Peter                     |                   |
| Televisión  |                                           |                           |                   |
| Año         | Título                                    | Rol                       | Notas             |
| 2000        | The Drew Carey Show                       | Brad                      | 1 episodio        |
| 2000–2001   | Buffy the Vampire Slayer                  | Ben                       | Elenco recurrente |
| 2001        | Charmed                                   | El príncipe               | 1 episodio        |
| 2003–2004   | Everwood                                  | Jay                       | Elenco recurrente |
| 2006        | CSI: NY                                   | Damon                     | 1 episodio        |
| 2006        | Veronica Mars                             | Glen                      | 1 episodio        |
| 2007        | CSI: Miami                                | Lou Pennington            | 1 episodio        |
| 2007        | CSI: Crime Scene Investigation            | Corey Archfield           | 1 episodio        |
| 2008        | Dirt                                      | Ian                       | 1 episodio        |
| 2009        | Reaper                                    | Xavier                    | 1 episodio        |
| 2010        | House M. D.                               | Damien                    | 1 episodio        |
| 2011        | Burn Notice                               | Jacob                     | 2 episodios       |
| 2011        | State of Georgia                          | Jeb                       | 2 episodios       |
| 2011        | Bones                                     | Nolan                     | 1 episodio        |
| 2012        | Femme Fatales                             | Ace                       | 1 episodio        |
| 2012–2013   | Underemployed                             | Todd                      | Elenco recurrente |
| 2013        | 90210                                     | Mark Holland              | Elenco recurrente |
| 2013        | Warehouse 13                              | Liam Napier               | 1 episodio        |
| 2014–2020   | How to Get Away with Murder               | Frank Delfino             | Elenco principal  |
| Videojuegos |                                           |                           |                   |
| Año         | Título                                    | Rol                       | Notas             |
| 2013        | Battlefield 4                             | Sargento primero Dunn     | Voz               |